# Osornolobus canan
Osornolobus canan là một loài nhện trong họ Orsolobidae.
Loài này thuộc chi Osornolobus. Osornolobus canan được Raymond Robert Forster & Norman I. Platnick miêu tả năm 1985.